# Престъпления от класа
„Престъпления от класа“ (на английски: White Collar) е американски сериал. Той се развива главно около двама души. Единият е престъпникът Нийл Кафри – много умен, привлекателен, образован, забавен, хладнокръвен. В началото на сериала той се споразумява с ФБР да излезе от затвора при условие, че им помага с разследването на т.нар. white-collar престъпления – фалшификации, измами и подобни. За да не избяга, му слагат GPS гривна на крака и го настаняват в евтин мотел – колкото би им струвал в затвора. С чар и хитрост той бързо си намира по-добро място за живеене и готини дрехи. В свободното си от ФБР време, Нийл се опитва да намери мистериозната Кейт – бившата му приятелка, която е в ръцете на загадъчен мъж с пръстен. В ролята на Кейт играе (макар и доста рядко) Александра Дадарио. Другият ключов човек е Питър Бърк – агентът, който отговаря за Нийл. Той играе най-добрия агент в отдела си и постоянно се надхитрява с Нийл. Жената на Питър се казва Елизабет, която е много забавна, интелигентна и чаровна.

## „Престъпления от класа“ в България
В България сериалът започва излъчване по bTV Cinema на 23 май 2011 г. с разписание от понеделник до четвъртък от 22:00. На 18 май 2012 г. започва втори сезон, всеки делник от 20:00 с повторение от 13:00.
На 4 януари 2012 г. започва повторно излъчване по bTV, всяка сряда от 21:00, като за последно е излъчен трети епизод на 18 януари. От 13 юни първи сезон продължава от четвърти епизод с разписание от понеделник до четвъртък в 21:00 и завършва на 28 юни, като последният му епизод не е излъчен. На 7 март 2014 г. започва втори сезон с разписание от вторник до събота от 00:00 и приключва на 28 март. На 29 март започва премиерно трети сезон със същото разписание. След повторенията на трети сезон на 1 юни 2015 г. започва четвърти сезон от вторник до събота от 00:00 и приключва на 23 юни. На 31 март 2016 г. започва премиерното излъчване на пети сезон с разписание всеки делник обикновено от 13:00, 13:30 или 13:45. На 23 юни започва шести сезон, всеки делник от 20:00 и приключва на 30 юни.
На 19 септември 2014 г. започва повторно излъчване по Fox, всеки делник от 20:05.
От четвърти сезон дублажът е на студио VMS. Ролите се озвучават от артистите Милена Живкова, Лина Шишкова, Стефан Димитриев, Христо Чешмеджиев и Силви Стоицов.